# Thomas Linke
Thomas Linke (* 26. prosince 1969 Sömmerda) je bývalý německý fotbalista. Nastupoval především jako obránce. V letech 1997–2004 hrál za německou reprezentaci, ve 43 zápasech vstřelil 1 branku, a to na mistrovství světa 2002, do sítě Saúdské Arábie. S národním týmem získal na tomto mistrovství stříbro, krom toho se zúčastnil i mistrovství Evropy 2000. S Bayernem Mnichov vyhrál Ligu mistrů 2000/01, jednou se s ním probojoval do finále této soutěže (1998/99) a roku 2001 získal Interkontinentální pohár. S Schalke 04 vyhrál Pohár UEFA 1996/97. S Bayernem je pětinásobným mistrem Německa (1998–99, 1999–2000, 2000–01, 2002–03, 2004–05), s Red Bull Salzburg se stal jednou mistrem Rakouska (2006–07). Hrál za Rot-Weiß Erfurt (1988–1992), Schalke (1992–1998), Bayern (1998–2005, 2007–2008) a Salzburg (2005–2007). Naposledy působil jako sportovní ředitel FC Ingolstadt 04.